# Scaptodrosophila valeana
Scaptodrosophila valeana är en tvåvingeart som först beskrevs av Bock 1984.  Scaptodrosophila valeana ingår i släktet Scaptodrosophila och familjen daggflugor. Inga underarter finns listade i Catalogue of Life.